# سیارک ۳۷۴۷
سیارک ۳۷۴۷ (به انگلیسی: 3747 Belinskij، نامگذاری:1975VY5) سه هزار و هفتصد و چهل و هفتمین سیارک کشف شده‌است که در ۵ نوامبر ۱۹۷۵ کشف شد.
قدر مطلق سیارک برابر ۱۱٫۱۰ است.